# Drupadia caesarea
Drupadia caesarea är en fjärilsart som beskrevs av Gustav Weymer 1887. Drupadia caesarea ingår i släktet Drupadia och familjen juvelvingar. Inga underarter finns listade i Catalogue of Life.